# Azalactona

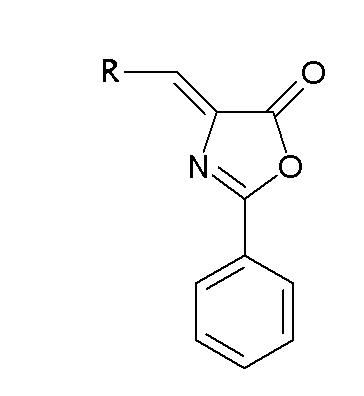
Estructura general de las azlactonas

Las azalactonas o azlactonas son compuestos derivados de 5-(4H)-oxazolona, que poseen un grupo "ilideno" (un radical etileno con un grupo sustituyente en el carbono 2 del radical) en el carbono 4, y un grupo fenilo en la posición 2; quedándose sin átomos de hidrógeno en el anillo de oxazolona:

## Síntesis de azalactonas
El método más general y más usado es el de la síntesis de aminoácidos de Erlenmeyer-Plöchl. Fue Emil Erlenmeyer el que le dio nombre a estos compuestos bastante fácil de sintetizar.

Descripción general de la reacción Erlenmeyer

En la bibliografía se describe la síntesis de azalactonas de diversas maneras:
- Síntesis de aminoácidos de Erlenmeyer-Plöchl[1]

- Usando líquidos iónicos como medio de reacción.[2]

- Obtenerlo por etapas (para obtener mejores rendimientos). Si se parte del ácido hipúrico y anhídrido acético se obtiene la 2-fenil-5-(4H)-oxazolona:

Una vez obtenido esta oxazolona, por una reacción similar a la condensación de Knoevenagel, se pueden obtener diversas azlactonas con grupos R bastante variados. Con alúmina y un aldehído, a partir de la 2-fenil-5(4H)-oxazolona, se pueden obtener las azlactonas:

## Reactividad general de azalactonas
Las azalactonas tienen la posibilidad de reaccionar en el anillo aromático, con los heteroátomos, romper la lactona, hidrogenarse los dobles enlaces, producirse la reacción de hidrogenólisis, cicloadiciones en el doble enlace del carbono 4 de la oxazolona, etc

### Reacciones de hidrólisis
Los ácidos y bases pueden romper fácilmente el enlace éster de la lactona produciendo su hidrólisis. Esta es la base de la síntesis de aminoácidos de Erlenmeyer-Plöchl.

#### Preparación de α-cetoácidos
A partir de la oxazolona puede producirse por hidrólisis los α-cetoácidos correspondientes:

Hidrólisis de la azlactona a α-cetoácido

#### Preparación de α-aminoácidos
Si antes de la hidrólisis se hace una reducción con H2 (hidrógeno) se obtienen los correspondientes aminoácidos:

Preparación de α-aminoácidos

### Cicloadiciones
Las azalactonas pueden dar reacciones de cicloadición debido al doble enlace que poseen en el carbono 4 del anillo de oxazolona, que es capaz de dar este tipo de reacciones. Un ejemplo sería la reacción de Diels-Alder:

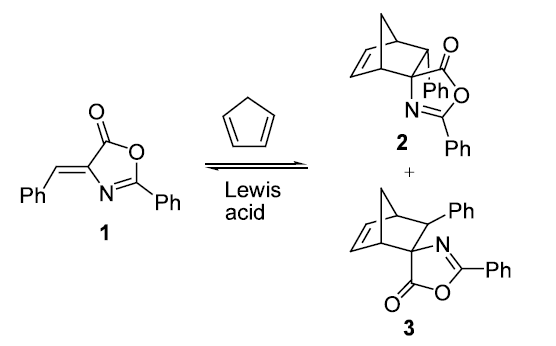
Reacción de Diels-Alder de azlactonas

Si se observa la figura, partiendo de la oxazolona (1), al hacerla reaccionar con ciclopentadieno, podemos obtener 2 isómeros distintos: el (2) con el fenilo (Ph) en exo y el (3) con el fenilo en endo.

## Importancia de las azlactonas
Las azalactonas tienen diversas actividades farmacológicas: como agentes antimicrobianos, pesticidas, etc.